# Hàn Sơn Tiềm Long
Hàn Sơn Tiềm Long (Traditional Chinese: 寒山潛龍; literally "Cold Mountain, Hidden Dragon") (tiếng Trung: 寒山潛龍; Việt bính: hon4 saan1 dim4 lung4) là một bộ phim truyền hình dã sử Hồng Kông năm 2014 của đài TVB với sự tham gia của diễn viên Mã Quốc Minh, Lý Thi Hoa, Trần Quốc Bang, Ngao Gia Niên, Lâm Hạ Vy, Tào Vĩnh Liêm, Hàn Mã Lợi và Trương Tuệ Văn. Phim bắt đầu chiếu vào ngày 30 tháng 6 năm 2014 và chiếu mỗi tuần từ thứ 2 đến thứ 6 lúc 8:30 tối

## Ratings
| Tuần | Tập    | Ngày                          | Điểm trung bình | Điểm cao nhất |
| 1    | 01－05 | 30 tháng 6-4 tháng 7 năm 2014 | 22              | 25            |
| 2    | 06－10 | 7-11 tháng 7 năm 2014         | 23              | 25            |
| 3    | 11－15 | 14-18 tháng 7 năm 2014        | 25              | 29            |
| 4    | 16－20 | 21-25 tháng 7 năm 2014        | 24              | 26            |
| 5    | 21－25 | 28 tháng 7-1 tháng 8 năm 2014 | 24              | 26            |
| 6    | 26－30 | 4-8 tháng 8 năm 2014          | 24              | 27            |